# Arabes Taïsha

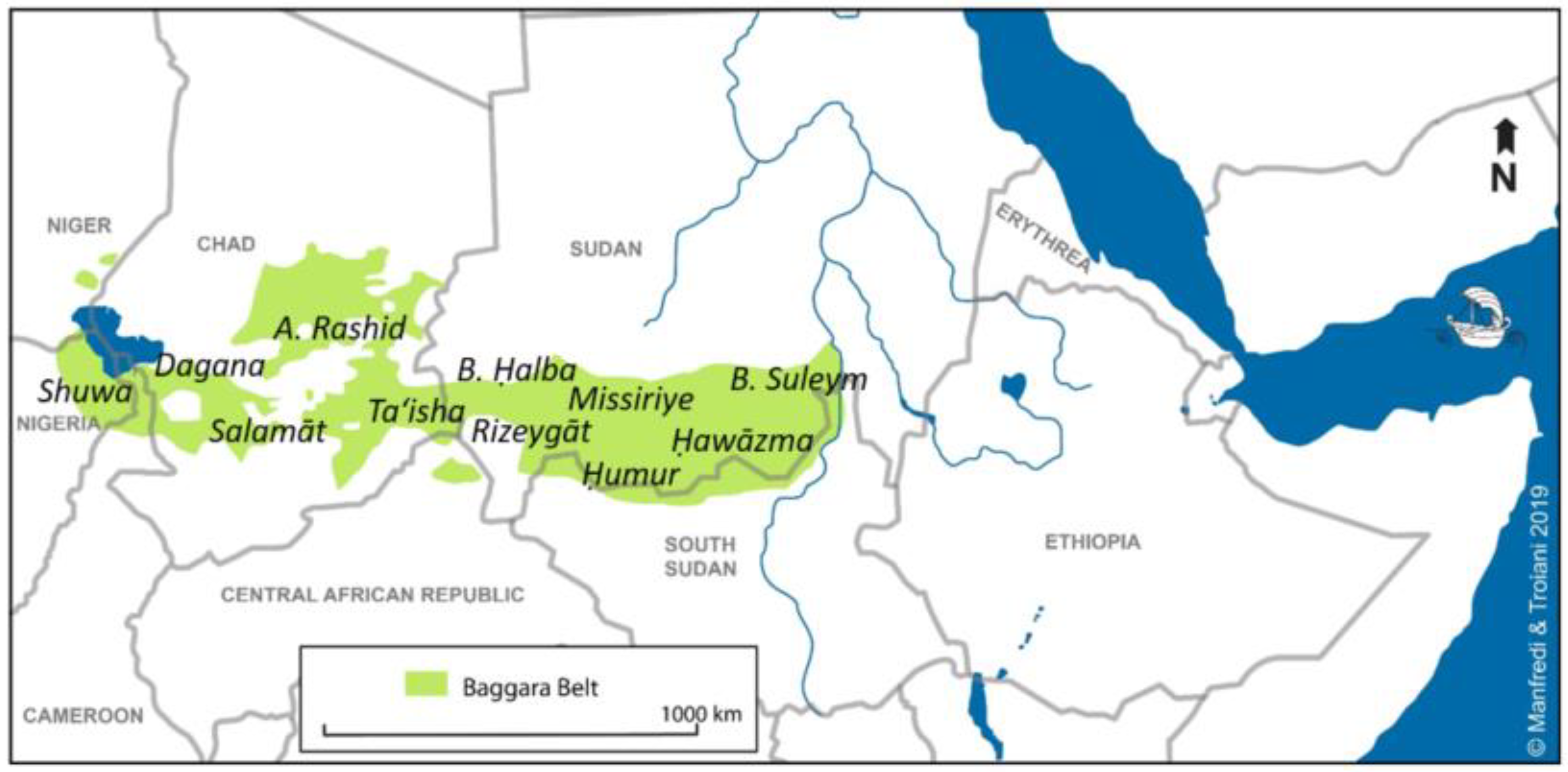
Carte des différentes tribus du groupe des Baggaras.

Les Arabes Taïsha (variantes Ta'yisha, Ta'isha) sont une tribu arabe du groupe des Baggaras vivant essentiellement dans le sud du Darfour, notamment près de la frontière avec la République centrafricaine.